# جيم ماثيسون
جيم ماثيسون هو لاعب هوكي الجليد كندي، ولد في 24 يناير 1970.

## وصلات خارجية
- جيم ماثيسون على موقع دوري الهوكي الوطني (الإنجليزية)
- جيم ماثيسون على موقع قاعة مشاهير الهوكي (لاعب أن.إتش.أل) (الإنجليزية)
- جيم ماثيسون على موقع EliteProspects.com (الإنجليزية)
- جيم ماثيسون على موقع HockeyDB.com (الإنجليزية)
- جيم ماثيسون على موقع Hockey-Reference.com (الإنجليزية)